# Santiago de los Caballeros
Santiago de los Caballeros je správní centrum provincie Santiago a druhé největší město Dominikánské republiky, má přes půl milionu obyvatel (s aglomerací 690 000). Nachází se na severu země v údolí Cibao a protéká jím řeka Río Yaque del Norte. Pro svoji vnitrozemskou polohu je nazýváno Ciudad Corazón (Město srdce).
Město založil roku 1495 Bartoloměj Kolumbus na místě zvaném Jacagua, prvními osadníky byli příslušníci Řádu svatojakubských rytířů, proto dostalo název Santiago de los Treinta Caballeros (Svatý Jakub třiceti rytířů), což se později zkrátilo na Santiago de los Caballeros nebo Santiago; je nejstarším z měst na americkém kontinentu pojmenovaných podle Jakuba Většího. Roku 1562 bylo město poničeno zemětřesením a přestěhovalo se do stávající lokality. Dne 30. března 1844 zde proběhla významná bitva, v níž dominikánská armáda porazila Haiťany. Město má tropické klima a je známé výrobou doutníků, důležitý je i potravinářský, dřevozpracující a textilní průmysl. Sídlí zde Santiagská technická univerzita. Pamětihodnostmi Santiaga jsou historické centrum s radnicí a katedrálou, pevnost San Luis a velký pomník na kopci nad městem, jehož stavbu nařídil diktátor Rafael Trujillo a po jeho svržení byl věnován hrdinům války za nezávislost z let 1863–65.